# Чажемтовское сельское поселение
Чажемтовское се́льское поселе́ние — муниципальное образование в Колпашевском районе Томской области Российской Федерации.
Административный центр — село Чажемто.

## История
Статус и границы сельского поселения установлены Законом Томской области от 09 сентября 2004 года № 195-ОЗ О наделении статусом муниципального района, поселения (городского, сельского) и установлении границ муниципальных образований на территории Колпашевского района.

## Население
| 2002  | 2010  | 2012  | 2013  | 2014  | 2015  | 2016  |
| ----- | ----- | ----- | ----- | ----- | ----- | ----- |
| 4076  | ↘3612 | ↘3523 | ↘3490 | ↘3370 | ↘3296 | ↘3261 |
| 2017  | 2018  | 2019  | 2020  | 2021  |       |       |
| ↗3287 | ↗3299 | ↘3275 | ↗3277 | ↘2867 |       |       |

## Состав сельского поселения
| № | Населённый пункт | Тип населённого пункта       | Население |
| - | ---------------- | ---------------------------- | --------- |
| 1 | Игнашкино        | деревня                      | ↘60       |
| 2 | Могильный Мыс    | деревня                      | ↘239      |
| 3 | Новоабрамкино    | деревня                      | ↘4        |
| 4 | Новокороткино    | деревня                      | ↘9        |
| 5 | Озёрное          | село                         | ↘456      |
| 6 | Староабрамкино   | деревня                      | ↘31       |
| 7 | Старокороткино   | село                         | ↘189      |
| 8 | Сугот            | деревня                      | ↘90       |
| 9 | Чажемто          | село, административный центр | ↘1789     |

### Упразднённые населённые пункты
- Матюшкино — упразднённая в 2004 году деревня[13]..
- Петропавловка — упразднённая в 2004 году деревня[13].
- Клюквинка — упразднённая в 2004 году деревня[13].
- Первомайка — упразднённая в 2014 году деревня[14]